# ایزو ۹۹۸۵
ایزو ۹۹۸۵ استانداردی است که توسط سازمان بین‌المللی استانداردسازی تدوین شده است. هدف این استاندارد تبدیل کاراکترهای ارمنستانی به رومن است.